# Капеллы (станция)
Капе́ллы — железнодорожная станция Приволжской железной дороги на
линии Ртищево — Саратов (линия электрифицирована). Расположена в Аткарском районе Саратовской области. Через станцию осуществляются пригородные пассажирские перевозки на Ртищево, Саратов.

## Деятельность
На станции осуществляется продажа пассажирских билетов.

## История
Открыта в 1894 году как станция линии Москва — Саратов.